# Cissus osaensis
Cissus osaensis är en vinväxtart som beskrevs av J. A. Lombardi. Cissus osaensis ingår i släktet Cissus och familjen vinväxter. Inga underarter finns listade i Catalogue of Life.